# Zbytkové napětí
Zbytková napětí jsou napětí, která se vyskytují v materiálu bez působení vnějších sil. Zbytková napětí jsou jedním z parametrů celkového stavu materiálu. Vznikají v důsledku technologických postupů výroby materiálu a mají vliv na jeho pevnostní, únavové nebo korozní charakteristiky. Obecně se uvažuje[kdo?], že tlaková zbytková napětí jsou výhodná a tahová zbytková napětí jsou nevýhodná – např. podporují vznik a rozvoj trhlin. Při vysokých hodnotách zbytkových napětí může docházet k nežádoucím deformacím vlivem jejich uvolňování a degradacím mechanických vlastností jak v případě tahových, tak i tlakových napětí.

## Vznik zbytkových napětí
Vznik zbytkových napětí je v základním přiblížení spojen s výskytem plastické deformace: Zbytková napětí jsou rovna rozdílu mezi skutečnými napětími v pružně plastickém tělese a fiktivními napětími, které by v něm vznikly za předpokladu ideálně pružného materiálu. Z obecného hlediska však nemusí být zbytkové napětí nutně spojeno s plastickou deformací. Příčiny jejich vzniku lze rozdělit do několika skupin:
- Mechanické – nehomogenní plastická deformace při mechanickém zpracování materiálu.
- Tepelné – tepelné plastické deformace v důsledku nehomogenního teplotního pole.
- Chemické a strukturní – změny objemu materiálu v důsledku chemických reakcí, fázových přeměn a rozdílných fyzikálních vlastností jednotlivých fází.
- Vícevrstvé struktury – rozdílné fyzikální vlastnosti jednotlivých vrstev.
- Nové technologie – nerovnovážné podmínky procesu ve speciálních technologiích vytváření a modifikace materiálů.
- Konstrukční celky – nepřesnosti jednotlivých součástí spojených v konstrukčních celcích.

Ve většině případů působí více vlivů, které ovlivňují výsledná zbytková napětí v materiálu a jedná se tedy o tzv. sdružený proces. Za určitých okolností se mohou také uvolňovat nebo přerozdělovat. K takovým procesům může docházet např. při mechanickém namáhání, snížením meze kluzu, příp. strukturními změnami při ohřevu, výskytem mikrotrhlin, vlivem stárnutí nebo vlivem tečení materiálu (creep). Přerozdělení zbytkových napětí může vyvolat i vnější zatížení materiálu, především v případech, kdy se jedná o zatížení cyklické.

## Rozdělení zbytkových napětí

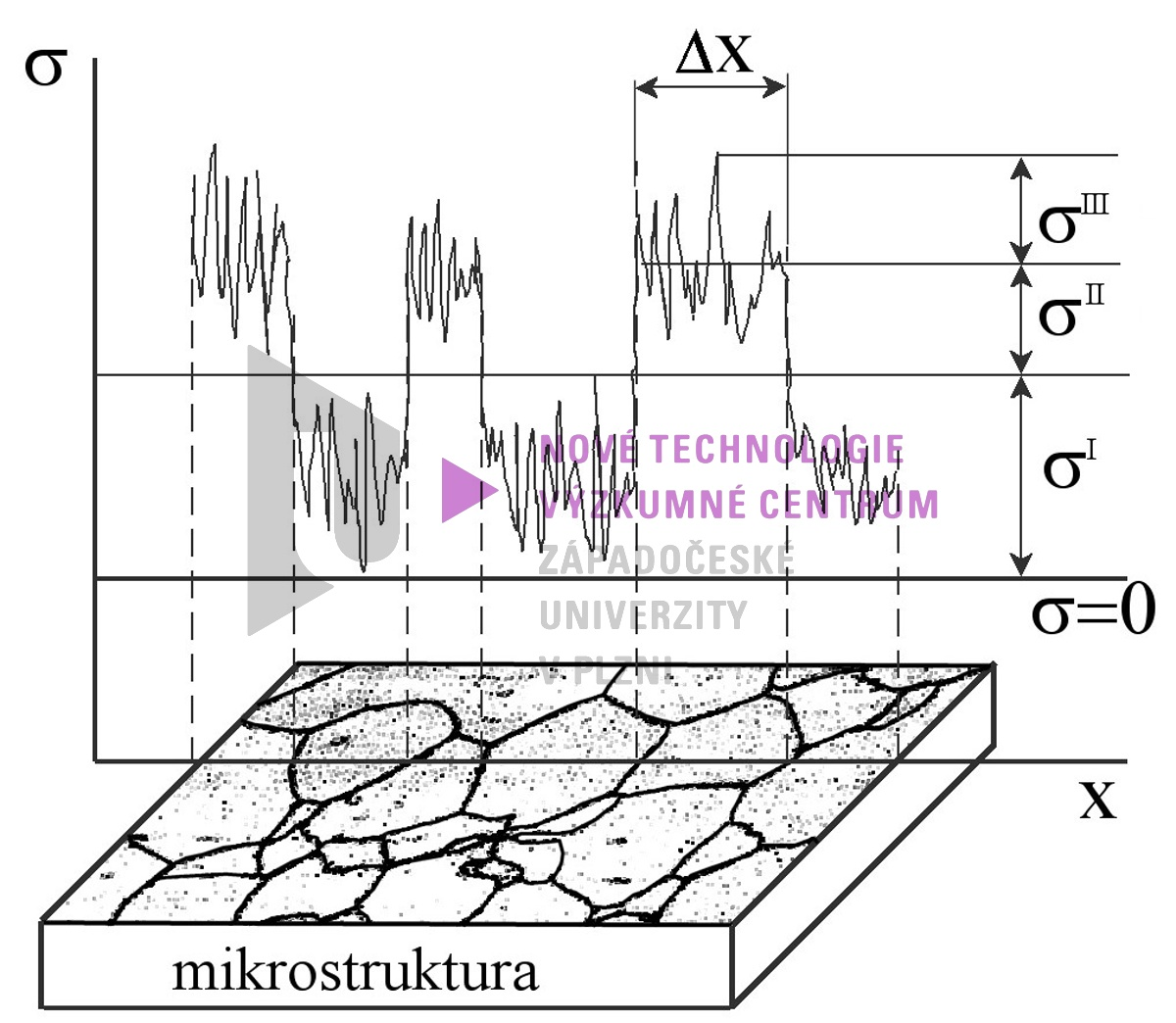
Grafické znázornění rozdělení zbytkových napětí.

Průměrná hodnota zbytkových napětí na celém systému je nulová. Podle lokální prostorové změny lze zbytková napětí rozdělit na makroskopická (I. druhu), mikroskopická (II. druhu) a submikroskopická (III. druhu).
Makroskopická zbytková napětí jsou homogenní na oblastech řádově větších než je velikost zrna. Tato napětí se pojí s vnějším zatížením tělesa a ovlivňují jeho pevnostní vlastnosti. Jejich změna nebo uvolnění je spojena s makroskopickými změnami tvaru součásti. Matematicky lze makroskopická zbytková napětí vyjádřit jako průměrnou hodnotu napětí na dané oblasti.
Mikroskopická zbytková představují průměrnou odchylku od makroskopického napětí v daném místě. Vyrovnávají se v oblastech řádově o velikosti zrn a jsou svázána s anizotropií jednotlivých zrn, orientací krystalografických rovin, výskytem různých fází apod. Submikroskopická zbytková napětí jsou definovány jako místní odchylka od průměrného mikroskopického napětí. Jsou nehomogenní v oblastech řádově o velikosti několika atomárních vzdáleností a vznikají např. v souvislosti s krystalografickými defekty.
Maximální velikost zbytkových napětí je dána tzv. mezní hodnotou zbytkových napětí. Mezní hodnotě v případě obecné trojosé napjatosti odpovídá mez kluzu (plastické materiály), resp. mez pevnosti (křehké materiály) materiálu. V případě trojosé napjatosti, kdy σ_x = σ_y = σ_z, mezní hodnotu zbytkových napětí nelimituje mez kluzu, ale mez pevnosti materiálu.

## Zjišťování zbytkových napětí
Zbytková napětí se zjišťují především pomocí experimentálních metod, které umožňují jejich přímé nebo nepřímé měření. Základní rozdělení metod pro měření zbytkových napětí je na destruktivní a nedestruktivní. Princip destruktivního měření spočívá v uvolnění původních zbytkových napětí porušením materiálu a vyhodnocení odezvy, většinou deformací. Princip nedestruktivních technik je v nalezení vztahů mezi fyzikálními nebo krystalografickými vlastnostmi materiálu a zbytkovým napětím.
Podle principu měření napětí, resp. deformací pak lze metody rozdělit na mechanické, difrakční a metody využívající fyzikálních vlastností materiálu.
- Mechanické metody jsou založeny na měření změny napětí při uvolnění stávajících zbytkových napětí nebo při vnášení zbytkových napětí v průběhu daného technologického procesu. Používají se průhybové metody, odvrtávací metoda[2], metody dělení a indentační metody.

- Difrakční metody se využívají pro měření zbytkového napětí u krystalických materiálů, které využívají specifických vlastností rozptylu záření na krystalové mřížce. Používá se rentgenové záření, synchrotronové záření, neutronové záření a elektronový svazek.

- Metody využívající fyzikálních vlastností materiálů jsou založené na změně některých specifických vlastností materiálu v závislosti na napětí, kterému je vystaven. Používají se elektromagnetické, ultrazvukové, piezospektroskopické, termomechanické nebo fotoelastické techniky.

Jednotlivé měřicí techniky lze vzájemně kombinovat. Nejčastěji používané z uvedených metod jsou odvrtávací metoda, difrakční metody a průhybové metody.